# 赫爾紹

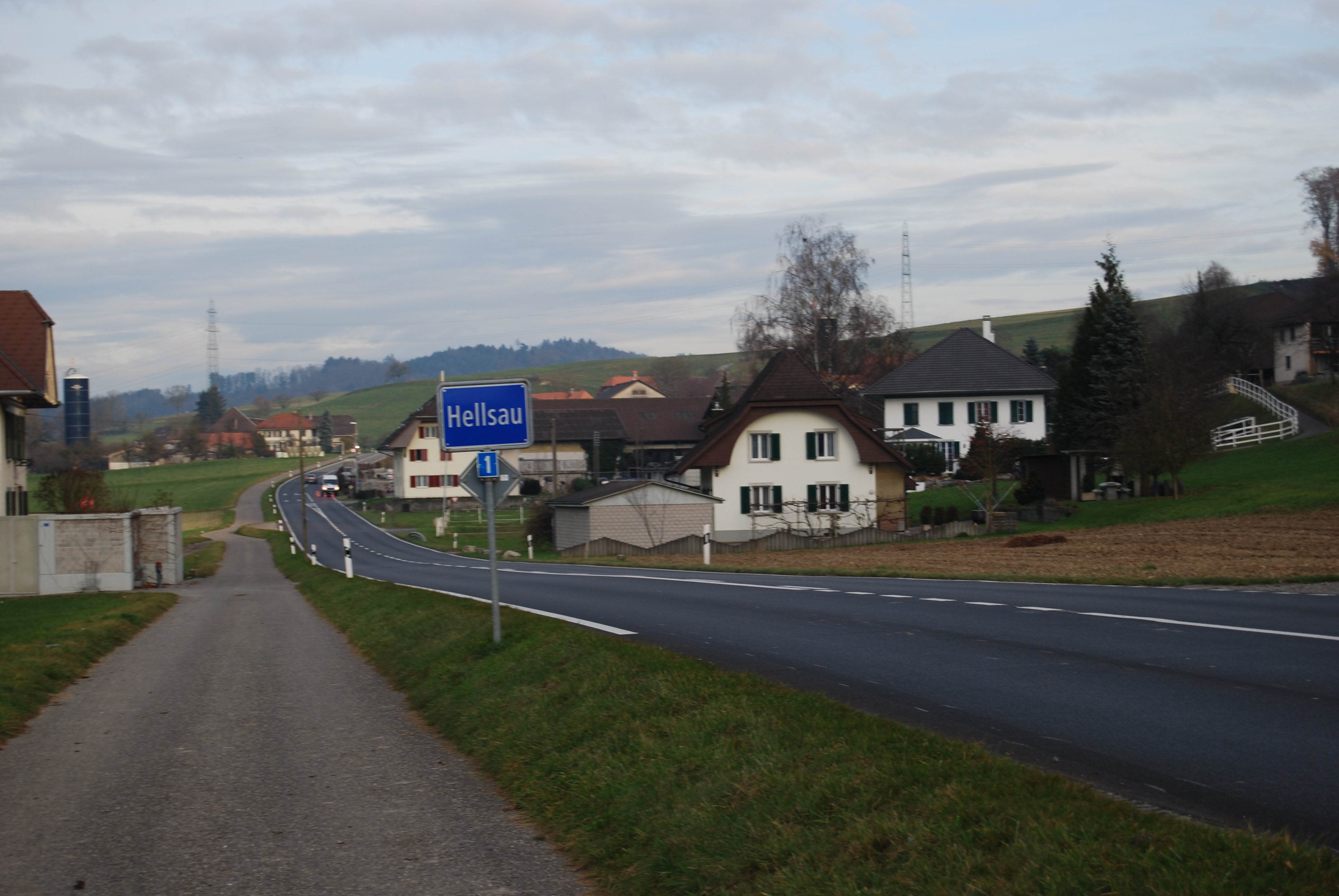

赫爾紹是瑞士的城鎮，位於該國中西部，由伯恩州負責管轄，面積1.48平方公里，海拔高度478米，2011年人口193，八成人口信奉基督教，人口密度每平方公里130人。